# جياني أمبروسيو
جياني أمبروسيو (بالإيطالية: Gianni Ambrosio)‏ هو كاهن كاثوليكي إيطالي، ولد في 23 ديسمبر 1943 في سانثيا في إيطاليا.